# 王耀慶
王耀慶（英語：David Wang，1974年7月15日—），籍贯山东煙臺，台灣知名男演員。畢業於私立天主教輔仁大學影像傳播學系。目前已婚育有2子，2011年轉往中國大陸發展。

## 演藝歷程
1995年-2011年在台灣發展，2011年後前往中國大陸發展。

### 台灣
1995年出演电视剧《水晶花》出道。
1998年，王耀庆退伍时，王淑娟邀请他出演电视剧《太阳花》，一人饰演汪子敏、汪子荃两角，在台湾受人关注。
2001年出演电视剧《天下第一状》金彦之一角。
2002年出演电视剧《八号风球的爱恋》王宇治一角，同年出演电影《大地之女》李树桐一角。
2003年出演电视剧《老婆大人》赵大伟一角。
2004年出演电视剧《紫禁之巅》升哥一角。
2005年出演电视剧《好美丽诊所》曾大庆一角。
2006年出演电视剧《天下第一味》陈圣昌一角，该剧在台湾获得收视冠军；同年工作重心转向舞台剧，同年王耀庆出演导演林奕华的舞台剧《水浒传》。
2008年王耀庆和张艾嘉合作演出舞台剧《华丽上班族之生活与生存》。
2009年王耀庆同林依晨合作演出舞台剧《男人与女人之战争与和平》。
2010年王耀庆与李心洁合作演出舞台剧《命运建筑师之远大前程》。
2011年王耀庆和刘若英合作演出话剧《红娘的异想世界之在西厢》。

### 中国大陆
2011年开始到中国大陆发展，王耀庆第一次出演大陆电影《失恋33天》，在该片中饰演凤凰男魏依然一角，凭借此片提名第31届大众电影百花奖“最佳男配角”。该片上映4天票房成功突破亿元大关，首周票房更是达到1.89亿，夺得当周票房冠军。总票房为3.5亿元人民币。
2012年，王耀庆第一次出演中国大陆电视剧《浮沉》，在该剧中饰演职场金领陆帆一角，凭借该剧他同时获得华鼎奖“最佳男配角”、“观众最喜爱影视明星”提名。
2013年，王耀庆在都市育儿剧《小儿难养》中饰演高级金领严道信一角，凭借该剧入围第19届上海电影节白玉兰奖“最具人气男演员”：同年，王耀庆在都市温情剧《小爸爸》中饰演美国职业律师“泰勒”一角。
2014年，王耀庆在偶像电视剧《唱战记》中饰演一位德高望重的“选秀教父”西城一角：同年主演悬疑电影《催眠大师》，该片于2014年4月29日上映，在四天内票房过亿，至5月11日，上映13天的《催眠大师》票房突破两亿元，就此刷新了中国悬疑电影票房的最高纪录，至5月21日，票房超过2.5亿元。同年7月24日，主演的医疗行业剧《产科医生》上星首播，剧中饰演男一号海归主任医师肖程一角。同年10月13日，王耀庆加盟的由张国立自导自演的家庭伦理暖心剧《半路父子》首播，剧中饰演帅气“坏前夫”高峰一角。同年8月17日，都市轻喜剧剧《小爸妈》上海开机，剧中饰演单亲爸爸高建。同年11月4日，谍战剧《毕业歌》开机，剧中扮演留美博士国民党飞机制造厂的一名举足轻重的工程师洪望楠。
2015年3月9日，由王耀庆、刘涛、马天宇主演婚姻情感剧《淘婚记》三亚开机；4月24日，由王耀庆、戚薇主演的作为《杜拉拉升职记》系列的圆满终章的电视剧《我是杜拉拉》开机，剧中饰演男一号王伟 ；8月19日，出席都市情感电视剧《好先生》发布会。10月15日，王耀庆搭档潘之琳主演的都市情感剧《角力之城》开机；12月3日，王耀庆特别出演浪漫爱情电影《怦然星动》上映 。
2016年；4月2日，都市情感剧《守婚如玉》首播，王耀庆饰演暖男医生“何建”一角。 4月16日，都市情感剧《我是杜拉拉》首播；4月27日，秘史剧《乾隆秘史》首播，王耀庆饰演宝亲王弘历 ；5月31日，都市情感剧《好先生》首播，王耀庆剧中饰演壕先生江浩坤 ；7月28日，都市情感剧《和女人的战斗》青岛开机，剧中饰演职场精英张红星，该剧于10月30日杀青 。
2016年11月28日，明星读信节目《见字如面》开机录制，12月31日黑龙江卫视播出，王耀庆联手张国立读的1983年画家黄永玉与戏剧大师曹禺之间的往来书信 。
2016年，參加電影《非凡任務》定檔發布會時，女主持人說王耀慶：「你也是半個內地人」時，王耀慶當下反問：「為什麼是半個？」，並於隨後表示「但台灣也是祖國不可分割的一部分」。
2017年3月10日，都市情感剧《桔子街的断货男》在广东中山开机，王耀庆携手车晓剧中出演桔子街药店药剂师李大火；5月11日，都市职场励志情感剧《职场是个技术活》首播，王耀庆在剧中饰演沉稳大气“冰山总裁”沈志泽。
2018年1月3日，搭档颖儿、付辛博主演的都市职场情感剧《最好的安排》首播，王耀庆在剧中饰演怂包老板”闫若舟；9月30日，领衔主演的犯罪电影《无双》上映，饰演加拿大警察 。
2019年6月，与于明加等合作主演的都市情感剧《爱是欢乐的源泉》播出。10月，友情出演都市情感大剧《他其实没有那么爱你》。10月15日，王耀庆主演由左城右隅出品的都市轻喜剧《好好说话》官方正式官宣了十二位人物海报，同时释出了首款概念海报。
2019年11月19日，参加第28届中国金鸡百花电影节开幕式，与阿云嘎、郑恺、张英席等共同献唱歌曲《扬起的帆》。
2019年12月3日，王耀庆参加2019COSMO时尚美丽盛典，担任开场舞表演嘉宾及盛典主持人。
2019年12月28日，湖南卫视原创声音魅力竞演秀《声临其境》第三季开播，王耀庆与何冰、胡军、韩雪担任首席声咖。
2020年1月26日，出演的电视剧《下一站是幸福》播出，饰演叶鹿鸣；2月2日，出演的电视剧《决胜法庭》播出，饰演邓凯文。
2020年3月25日，王耀庆友情客串短剧《鉴爱男女》定档；5月，与宋佳、陈赫、袁咏仪等合作出演由五百执导的都市时尚职场剧《盛装》，在剧中饰演对杂志有着别样野心的亚太区总出版人项庭峰；6月8日，与秦岚、高以翔主演的电视剧《怪你过分美丽》在爱奇艺播出；7月31日，担任湖南卫视全明星竞技类实景游戏真人秀《元气满满的哥哥》“元气大哥队”成员。
2021年，登上中国央視跨年晚會，與港澳歌手同聲高唱《我的祖國》，畫面中更穿插中共解放軍同聲合唱。結束後更透過工作室微博曬照寫下「用歌聲表白祖國」。

## 電視劇
| 年份 | 劇名                     | 角色          | 電視台           |
| ---- | ------------------------ | ------------- | ---------------- |
| 1994 | 那一年我們都很酷         | 田英茂        | 中視             |
| 1995 | 水晶花                   | 蘇曉山        | 中視             |
| 1995 | 天亮叫我                 | 周家炘        | 華視             |
| 1998 | 太陽花                   | 汪子敏 汪子荃 | 中視             |
| 1999 | 君子蘭花                 | 林弘翔        | 中視             |
| 1999 | 紅顏花                   | 李承恩        | 中視             |
| 1999 | 孽女花                   | 康曉迪        | 華視             |
| 2000 | 台灣本色                 | 潘青峰        | 台視             |
| 2001 | 天下第一狀               | 金彦之        | 台視             |
| 2001 | 煙雨江南                 | 田嘉棠        | 華視             |
| 2001 | 女生向前走               | 董子經        | 華視             |
| 2001 | 才子佳人乾隆皇           | 弘時          | 華視             |
| 2002 | 世間子女                 | 唐崑山        | 華視             |
| 2002 | 八號風球的愛戀           | 王宇治        | 東風衛視         |
| 2002 | 溫馨醫世情               | 王力          | 大愛電視台       |
| 2003 | 偷偷愛上你               | Eric          | 華視             |
| 2003 | 愛上總經理               | 許博皓        | 華視             |
| 2003 | 老婆大人                 | 趙大偉        | 東森戲劇台       |
| 2003 | 台灣靈異事件             | 林明義        | 華視             |
| 2003 | 愛情來了                 | 陳本皓        | 華視             |
| 2003 | 熟女慾望日記             | 葛君翔        | 華視             |
| 2003 | 文英ㄟ厝邊               | 王耀慶        | 中視             |
| 2004 | 愛情風暴                 | 高群          | 中視             |
| 2004 | 死了都要愛               | 莊立欣        | 中視             |
| 2004 | 紫禁之巔                 | 升哥(客串)    | 華視、三立都會台 |
| 2005 | 好美麗診所               | 曾大慶        | 東森戲劇台       |
| 2005 | 嘿哈！好美麗診所         | 曾大慶        | 東森戲劇台       |
| 2005 | 宋連生坐堂               | 岳宣          | 緯來電視台       |
| 2006 | 住左邊住右邊之幸福小套房 | 丹尼爾        | 三立都會台       |
| 2006 | 愛情魔髮師               | 丹尼爾        | 台視、三立都會台 |
| 2006 | 天下第一味               | 陳聖昌        | 三立台灣台       |
| 2007 | 我一定要成功             | 周國豪        | 三立台灣台       |
| 2009 | 呼叫大明星               | 林親雄        | 華視、八大綜合台 |
| 2020 | 獵夢特工                 | 莫啟峰 馬斯偉 | HBO              |

## 電視劇（中國大陆）
| 時間 | 劇名                 | 角色   | 备注         |
| ---- | -------------------- | ------ | ------------ |
| 2004 | 魔界之龍珠           | 秋若楓 |              |
| 2012 | 林師傅在首爾         | 浦金滙 |              |
| 2012 | 杜拉拉升職記(網絡版) | 王偉   |              |
| 2012 | 浮沉                 | 陸帆   |              |
| 2013 | 小兒難養             | 嚴道信 |              |
| 2013 | 小爸爸               | 泰勒   |              |
| 2014 | 婚战                 | 韦豪   | 客串         |
| 2014 | 唱战记               | 西城   |              |
| 2014 | 產科醫生             | 肖程   |              |
| 2014 | 半路父子             | 高峰   |              |
| 2015 | 乾隆秘史             | 乾隆   |              |
| 2015 | 大江東去             | 郑达民 |              |
| 2015 | 小爸妈               | 高建   |              |
| 2015 | 畢業歌               | 洪望楠 |              |
| 2016 | 守婚如玉             | 何建   |              |
| 2016 | 我是杜拉拉           | 王伟   |              |
| 2016 | 好先生               | 江浩坤 |              |
| 2017 | 職場是個技術活       | 沈志澤 |              |
| 2017 | 最好的安排           | 閻若洲 |              |
| 2017 | 爱是欢乐的源泉       | 張鴻星 |              |
| 2018 | 北京女子图鉴         | 許斯明 | 網絡劇       |
| 2018 | 脱身                 | 张晓光 |              |
| 2018 | 创业时代             | 李奔腾 | 特別出演     |
| 2019 | 亲爱的婚姻           | 程大成 | 2015年拍攝   |
| 2019 | 桔子街的断货男       | 李大火 |              |
| 2019 | 梦在海这边           | 秦勒   | 客串         |
| 2020 | 下一站是幸福         | 葉鹿鳴 |              |
| 2020 | 决胜法庭             | 邓凯文 |              |
| 2020 | 鉴爱男女             |        | 客串，網絡劇 |
| 2020 | 彼岸花               | 安凯伦 |              |
| 2020 | 怪你过分美丽         | 江     |              |
| 2020 | 他其實沒有那麼愛你   | 陸浩   |              |
| 2022 | 完美伴侣             | 林慶昆 |              |
| 2022 | 盛装                 | 项庭锋 |              |
| 2022 | 好好说话             | 李恒基 |              |
| 2022 | 關於唐医生的一切     | 赵晋安 |              |
| 2023 | 是！老板             | 王喬   | 網絡短劇     |
| 2023 | 她的城               | 謝長江 | 網路劇       |
| 2023 | 以愛為營             | 秦孝明 |              |
| 2023 | 非凡医者             | 罗海涛 |              |
| 待播 | 产后世界             |        |              |
| 待播 | 夜色正浓             |        |              |

## 電影
| 年份 | 電影名稱       | 角色   | 導演           |
| ---- | -------------- | ------ | -------------- |
| 2000 | 大地之女       | 李樹桐 | 鄭勝夫 江浪    |
| 2008 | 敬盛堂的春大神 | 劉其昌 | 王道南         |
| 2008 | 鬼旅社         | 趙心海 | 劉俊傑         |
| 2008 | 黑道診所       | 左白龍 | 張哲書         |
| 2011 | 失戀33天       | 魏依然 | 滕華濤         |
| 2014 | 催眠大師       | 駱雨凇 | 陳正道         |
| 2015 | 怦然星动       | 陳軒   | 陈国辉         |
| 2017 | 非凡任务       | 羅東方 | 麥兆輝 潘耀明  |
| 2017 | 搶紅           | 方長方 | 黎明           |
| 2018 | 無雙           | 李永哲 | 莊文強         |
| 2020 | 赤狐书生       | 劉道然 | 伊力奇、宋灏霖 |
| 2023 | 不能流淚的悲傷 | 林漢聰 |                |
| 2024 | 危機航線       | 主管   |                |
| 2024 | 騙騙喜歡你     | 柏仕通 |                |
| 2025 | 人生開門紅     | 秦天龍 |                |

### 電影配音
| 年份 | 電影台稱     | 配音角色        |
| ---- | ------------ | --------------- |
| 2008 | 一個好爸爸   | 李天恩/古天樂   |
| 2011 | 單身男女     | 張申然 /古天樂  |
| 2011 | 極速天使     | 高峰 /韓載碩    |
| 2012 | 高海拔之戀II | Michael /古天樂 |

## 綜藝節目
| 年份 | 節目名稱             | 節目頻道        | 备注                                    |
| ---- | -------------------- | --------------- | --------------------------------------- |
| 2001 | 世界初體驗           | 衛視中文台      |                                         |
| 2010 | 超級撲克             | 中天綜合台      | Brian Welson                            |
|      | 至尊百家樂           | 年代            | 重量級魔王                              |
| 2016 | 見字如面             | 黑龍江衛視      | 嘉宾（读信人）                          |
| 2019 | 遇见你真好           | 浙江衛視        | 嘉宾（恋爱观察员）                      |
| 2019 | 聲臨其境 （第三季）  | 浙江衛視        |                                         |
| 2020 | 王牌對王牌（第五季） | 浙江衛視        | 嘉賓（04月24日）                        |
| 2020 | 奔跑吧（第四季）     | 浙江衛視        | 嘉賓（06月12日）                        |
| 2020 | 快樂大本營           | 湖南衛視        | 嘉賓（06月27日）                        |
| 2020 | 未知的餐桌           | 爱奇藝          | 嘉賓（07月30日）                        |
| 2020 | 元氣滿滿的哥哥       | 湖南衛視        | 固定嘉賓（07月31日－09月30日）          |
| 2020 | 快樂大本營           | 湖南衛視        | 嘉賓（10月10日）                        |
| 2020 | 神奇公司在哪裡       | 東方衛視        | 固定嘉宾（2020年11月6日－2021年1月8日） |
| 2021 | 聽說很好吃           | 浙江衛視        | 固定嘉宾（好吃家族）                    |
| 2021 | 牛氣滿滿的哥哥       | 湖南衛視        | 固定嘉賓（7月17日－10月2日）            |
| 2021 | 奔跑吧（第2季）      | 浙江卫视        | 嘉宾（10月22日）第6期                   |
| 2022 | “食”万八千里         | 浙江卫视        | 固定嘉宾                                |
| 2023 | 披荊斬棘 (第三季)    | 湖南衛視-芒果TV | 固定嘉賓                                |

## 舞台劇／話劇
| 年份 | 劇名                    | 劇團名稱               | 合作演员       |
| ---- | ----------------------- | ---------------------- | -------------- |
| 1995 | Christmas Carol         | 輔仁大學聖誕節話劇     |                |
| 1996 | Grease                  | 輔仁大學英文系畢業公演 |                |
| 2004 | 月亮在我家              | 綠光劇團               |                |
| 2006 | 現代水滸傳              | 非常林奕華             | 張孝全         |
| 2007 | 現代西遊記              | 非常林奕華             | 張孝全         |
| 2008 | 現代水滸傳              | 非常林奕華             |                |
| 2008 | 出口<世界劇場第8號作品> | 綠光劇團               |                |
| 2009 | 華麗上班族之生活與生存  | 非常林奕華             | 张艾嘉、郑元畅 |
| 2009 | 男人與女人之戰爭與和平  | 非常林奕華             | 林依晨、何韵诗 |
| 2010 | 命運建築師之遠大前程    | 非常林奕華             | 李心洁、杨祐宁 |
| 2011 | 紅娘的異想世界之在西廂  | 非常林奕華             | 刘若英         |
| 2018 | 聊齋                    |                        | 張艾嘉         |

## 音樂作品

### 单曲
- 安可王Uncle Wang (2022)
- 舅这样 （2023）

## 音樂錄影帶
| 年份 | MV名稱       | 歌手         |
| ---- | ------------ | ------------ |
| 1992 | 曾經滄海     | 金智娟(娃娃) |
| 1993 | 散散步也可以 | 天心         |

## 主持作品

### 電視節目
| 年份 | 節目名稱     | 節目頻道   | 备注                 |
| ---- | ------------ | ---------- | -------------------- |
| 2003 | 全能美食秀   | 中視       | 主持人，与曾国城搭档 |
| 2006 | 天天HIGH翻天 | 東森娛樂台 | 主持人，与包伟铭搭档 |
| 2008 | 開運鑑定團   | 東森綜合台 | 代班主持             |
| 2008 | 3Q一級棒     | 東森綜合台 | 主持人，与刘容嘉搭档 |
| 2008 | 新開運鑑定團 | 年代綜合台 | 主持人，与苗可麗搭档 |

## 奖項紀錄

### 大众电影百花奖
| 年份   | 頒獎典禮             | 獎項         | 劇名         | 結果 |
| ------ | -------------------- | ------------ | ------------ | ---- |
| 2011年 | 第31届大众电影百花奖 | 最佳男配角奖 | 《失恋33天》 | 提名 |

### 華鼎獎
| 年份   | 頒獎典禮                                     | 獎項                         | 劇名     | 結果 |
| ------ | -------------------------------------------- | ---------------------------- | -------- | ---- |
| 2012年 | 第8届華鼎獎                                  | 最佳男配角观众最喜爱影视明星 | 《浮沉》 | 提名 |
| 2016年 | 第19屆華鼎獎中國百強電視劇滿意度調查發佈盛典 | 全國觀眾最喜愛的影視明星     |          | 獲獎 |

### 上海电视节
| 年份   | 頒獎典禮                  | 獎項             | 劇名         | 結果 |
| ------ | ------------------------- | ---------------- | ------------ | ---- |
| 2013年 | 第19届上海电视节-白玉兰奖 | 最具人气男演员奖 | 《小儿难养》 | 提名 |

### 澳门国际电视节
| 年份   | 頒獎典禮            | 獎項         | 劇名         | 結果 |
| ------ | ------------------- | ------------ | ------------ | ---- |
| 2013年 | 第4届澳门国际电视节 | 最佳男主角奖 | 《小爸爸》   | 獲獎 |
| 2016年 | 第7届澳门国际电视节 | 最佳男配角奖 | 《守婚如玉》 | 獲獎 |

## 外部連結
- 王耀庆工作室的新浪微博
- 王耀慶在豆瓣上的资料（简体中文）
- 王耀慶在时光网上的簡介（简体中文）
- 王耀慶在香港影庫上的簡介
- 王耀慶在互联网电影资料库（IMDb）上的資料（英文）